# Reportaje

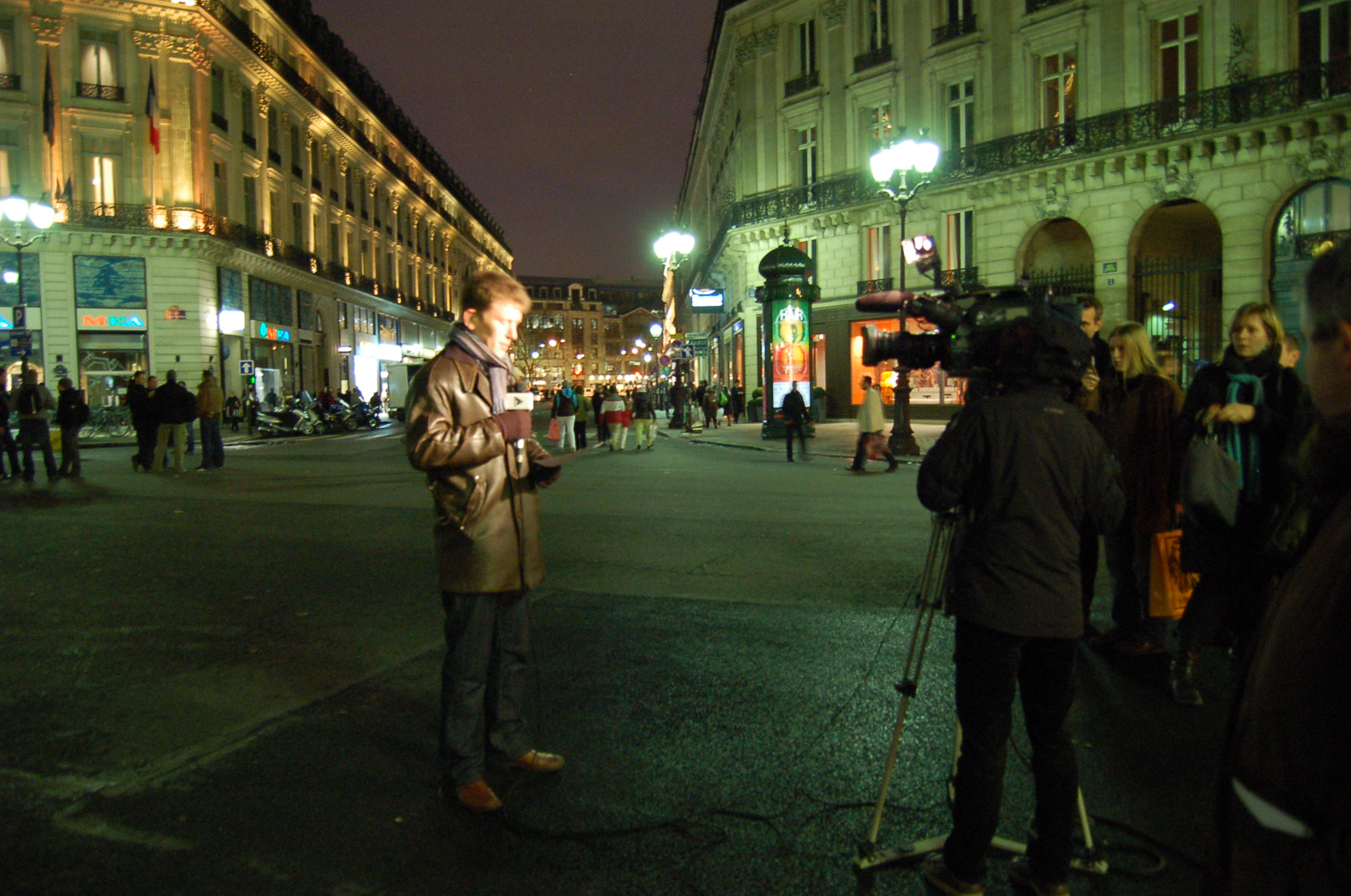
El periodista Raphaël Hitier preparándose a intervenir en directo para la cadena francesa de televisión CNews, cerca de la 'Opéra Garnier' en París, poco después de una manifestación popular en protesta contra la guerra de Gaza, el 17 de enero de 2009.

Un reportaje es un trabajo documental planificado cuyo propósito es informar; a pesar de ello, puede incluir opiniones personales del autor. Por este motivo, tienden a elaborarse con ciertos criterios subjetivos del investigador, aunque incluya una gran diversidad de colaboradores o informantes para redactarlo. Este hecho contribuye a que un reportaje sea emitido en muchas ocasiones con la finalidad de crear una posición en el espectador respecto a un determinado tema en particular. Por lo común el reportaje es dado por un periodista que se realiza acerca de un hecho o sobre cualquier tema el cual suele ir acompañado de imágenes y fotos, etc. Este se publica en la prensa o se emite por televisión o radio.
En este género, se manifiestan acontecimientos de interés público, con palabras, interpretaciones, imágenes, y vídeos.

## Elementos
Inicio:
- Título
- Fuentes confiables
- Sumario
- Narración o Información de algún suceso
- Cita
- Fuente
- Desarrollo
- Tema
- Fuentes de información que ayudaron
- Información
- Cuerpo de la noticia o reportaje
- Párrafo final
- Imágenes o fotos
- Conclusiones
- Lugar Donde Fue El Suceso.

## Tipos de reportajes
- Científico.  Este tipo de reportaje destaca los avances y descubrimientos científicos más recientes. Interpreta los términos científicos, en lo posible haciéndolos entendibles para receptores de cualquier nivel cultural. Ejemplos son los reportajes médicos, ecológicos, astronómicos, bioéticos, económicos, etc.

- Explicativo. Se presta a profundizar en hechos de trascendencia entre la opinión pública, tiene un fondo predominantemente noticioso, pero detalla las causas y efectos de la noticia o de eventos noticiosos.

- Investigativo. El reportaje investigativo requiere una labor casi detectivesca del periodista para captar detalles completamente desconocidos sobre un hecho en particular. Requiere mucha confianza de las fuentes en el reportero, las que aportarán pruebas y documentos en muchos casos confidenciales, con la total certeza que el periodista no revelará sus nombres. Este tipo de reportaje habitualmente contiene cifras actualizadas y datos estadísticos en relación con el tema. Por la seriedad y extensión del reportaje (normalmente una serie de ellos), a veces requiere la participación de dos o tres periodistas que deben profundizar y verificar la información, así como evitar filtraciones o fugas informativas antes de la publicación de la investigación periodística.

- De interés humano. Es aquel que está centrado en una persona o en una colectividad, dando relevancia a su vida o a un aspecto de su vida.

- Formal. El reportaje formal es similar a la noticia, el periodista no incluye opiniones personales, tiene un lenguaje un poco más amplio que el de la noticia, y tiene secuencias narrativas las cuales tienen un orden cronológico (antes-durante-después).

- Narrativo. Es muy parecido a una crónica; este tipo de reportaje nos va describiendo y hablando sobre el suceso como si fuese una historia.

- Interpretativo. Si bien, el informe de cualquier hecho noticioso requiere del talento e imaginación del periodista para ser transmitido de manera inteligente y amena, en el reportaje interpretativo es aún mayor esa responsabilidad, ya que el reportero tiene la función de explicar al lector un tema como asuntos de finanzas, leyes, etc.

- Autobiográfico. Nombre acuñado por el periodista estadounidense Tom Wolfe, quien innovó en su tiempo con nuevos estilos en el periodismo. Este reportaje es en el que el propio reportero se convierte a sí mismo en el personaje del propio reportaje.

- Informativo. Este responde a la técnica de la famosa pirámide invertida, donde igualmente el reportero hace gala de su estilo, de su libertad expositiva y su creatividad.

- Descriptivo. Describir es hacer una relación de las características de lo que se va a hablar: objetos, sensaciones, seres humanos, ciudades. La descripción en el reportaje requiere fundamentalmente de una enorme capacidad de observación por parte del reportero. En cambio en un reportaje de algún cuento u otra cosa se debe mencionar sus ideas principales.

Y principalmente se pueden encontrar en la radio y televisión y con menos frecuencia en medios como:
- Revistas: donde se pueden consultar distintas noticias de interés.
- Periódicos: las noticias que se presentan con objetivo informativo.
- Internet: al buscar e investigar en el ciberespacio se lo puede encontrar, depende de lo que se busque.

## Antecedentes: Los primeros reportajes
El reportaje es sobre todo un informe de acontecimientos a los que el periodista asiste sobre el terreno. Desde el comienzo de la prensa, y particularmente a partir del siglo XVII, los escritores de noticias alimentaban las gacetillas con informaciones de todo tipo recogidas en las ciudades y villas que visitaban, así como recogidas en los salones y las tabernas que frecuentaban.
Pero fue a partir de la mitad del siglo XIX, que realmente surgieron los primeros reportajes, en el sentido moderno de este término.
En Estados Unidos por ejemplo, los periodistas fueron enviados sobre el terreno, para seguir de cerca la guerra de secesión.
En Europa se procedió de manera análoga, en los grandes conflictos de entonces, como por ejemplo la  guerra de Crimea (1853-1856) y la campaña de Italia (1858-1860); en esas circunstancias, los fotógrafos seguían a los ejércitos en furgones-laboratorio, para así poder transmitir sus clichés a sus casas matrices. Y estos fueron los comienzos del periodismo fotográfico.
El título de reporter fue utilizado por primera vez en francés por Stendhal (Henri Beyle) en 1829, y con seguridad se utilizó en 1866 en la publicación Le Figaro, entonces ya un cotidiano, y también en la publicación La Liberté que venía de comprar Émile de Girardin.
Poco a poco, los nuevos medios de comunicación (telégrafo, teléfono, radio) permitieron transmitir informaciones cada vez con menos retraso, y casi en directo para esa época.

## Tipos de fuentes de información

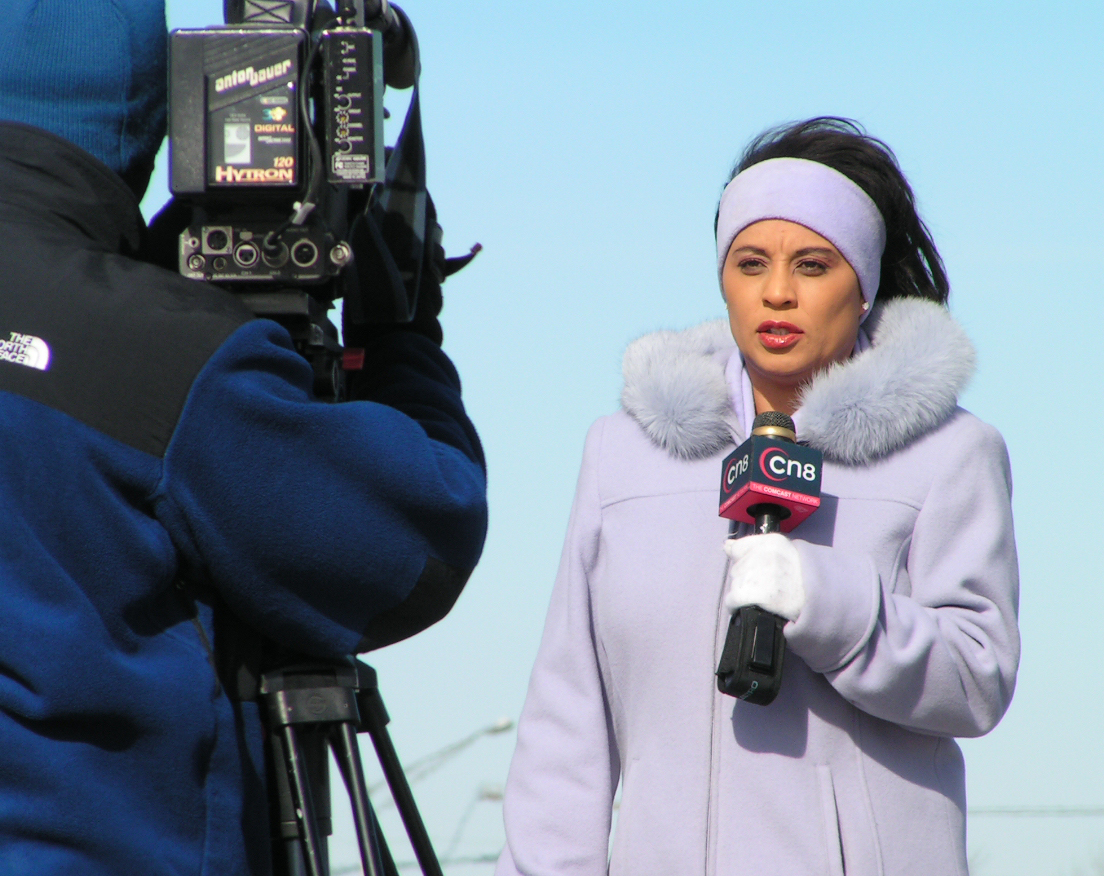
La evolución de los medios técnicos ha desplazado la importancia de la prensa escrita hacia la televisión. En la imagen, una reportera enviada especial, preparando una intervención.

- Libros
- Periódicos
- Internet
- Televisión
- Radio